# Sacharovova cena za svobodu myšlení
Sacharovova cena za svobodu myšlení, pojmenovaná po sovětském vědci a disidentovi Andreji Sacharovovi, byla založena Evropským parlamentem v prosinci 1988. Oceňuje osoby a organizace zasazující se za lidská práva a svobody.
Je udělována každoročně u příležitosti 10. prosince, kdy byla v roce 1948 členy OSN podepsána Všeobecná deklarace lidských práv.

## Držitelé
- 1988

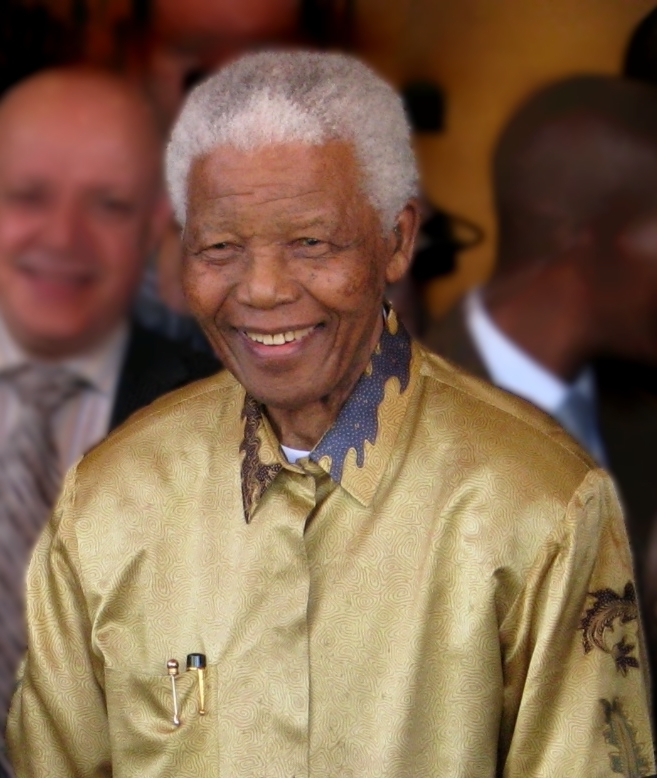
Nelson Mandela byl společně s Anatolijem Marčenkem prvním nositelem ceny

  - Nelson Mandela – jihoafrický bojovník proti apartheidu
  - Anatolij Marčenko (in memoriam) – sovětský disident, 20 let vězněný režimem, v roce 1986 zemřel na následky hladovky
- 1989 – Alexander Dubček – vůdce pražského jara 1968
- 1990 – Aun Schan Su Ťij – barmská politička, zasazující se za lidská práva, pronásledovaná režimem, 16 let v domácím vězení. V září 2020 Evropský parlament pozastavil platnost ocenění pro Aun Schan Su Ťij, kvůli špatnému zacházení s národnostní menšinou[1]
- 1991 – Adem Demaçi – kosovský spisovatel, aktivista a politik
- 1992 – Matky z Plaza de Mayo – argentinské hnutí žen za lidská práva
- 1993 – Oslobođenje – redakce sarajevského deníku
- 1994 – Taslima Nasrínová – bangladéšská feministická spisovatelka
- 1995 – Leyla Zanaová – kurdská politička
- 1996 – Wej Ťing-šeng – aktivista čínského prodemokratického hnutí
- 1997 – Salima Ghezaliová – alžírská novinářka, spisovatelka a lidskoprávní aktivistka
- 1998 – Ibrahim Rugova – kosovský aktivista, pozdější první prezident Kosova (Kosovská republika)
- 1999 – José Alejandre „Xanana“ Gusmão – bojovník za nezávislost Východního Timoru.
- 2000 – ¡Basta Ya! – španělská nevládní organizace mobilizující veřejnosti proti terorismu
- 2001
  - Izzat Ghazzawi – palestinský spisovatel a profesor
  - Nurit Peled-Elhanan – izraelská vysokoškolská odborná asistentka, spisovatelka a bojovnice proti okupaci Palestiny
  - Zacarias Kamwenho – angolský arcibiskup a mírový aktivista
- 2002 – Oswaldo Payá Sardiñas – kubánský vůdce Křesťanského hnutí za osvobození, zasazující se za demokracii na Kubě
- 2003 – Kofi Annan a všichni zaměstnanci Organizace spojených národů se zvláštní vzpomínkou památce Sergia Vieiry De Melly a mnoha dalších úředníků OSN, kteří při výkonu své služby ve prospěch světového míru přišli o život
- 2004 – Běloruská asociace novinářů, která se postavila proti útlaku médií diktátorem Alexandrem Lukašenkem. Cenu převzala její předsedkyně Žanna Litvinová.[2]
- 2005 (ex aequo)
  - Dámy v bílém (Damas de Blanco) – skupina manželek a dcer kubánských disidentů protestující proti jejich věznění, vzniklá roku 2003. Způsob protestu, oblékání do bílého, převzaly od argentinských žen, které se od roku 1970 domáhaly informací o svých dětech „zmizelých“ za vojenské diktatury
  - Reportéři bez hranic – mezinárodní organizace bojující proti cenzuře a pronásledování žurnalistů
  - Hauwa Ibrahimová – nigerijská advokátka, která (bezplatně) obhajuje ženy odsouzené k trestu smrti ukamenováním a bojuje proti náboženskému fundamentalismu
- 2006 – Aljaksandar Milinkevič – běloruský opoziční politik
- 2007 – Salí Mahmúd Osman – súdánský právník v oblasti lidských práv
- 2008 – Chu Ťia – čínský disident
- 2009 – ruské středisko pro lidská práva Memorial a tři hlavní aktivisté Oleg Orlov, Sergej Kovaljov a Ljudmila Alexejevová
- 2010 – Guillermo Fariñas – kubánský disident a lékař
- 2011 – pětice aktivistů tzv. Arabského jara
  - Muhammad Buazízí (in memoriam) – Tunisan, jehož smrt sebeupálením rozpoutala vlnu protivládních protestů
  - Asma Mahfúzová – egyptská prodemokratická aktivistka
  - Ahmad as Sanusí – libyjský prodemokratický aktivista
  - Razán Zaitouneh – syrská právnička v oblasti lidských práv
  - Ali Ferzat – syrský politický karikaturista
- 2012 – Nasrín Sotúdeová, íránská právnička, a Džafar Panahí, íránský režisér
- 2013 – Malála Júsufzajová – pákistánská aktivistka[3][4]
- 2014 – Denis Mukwege – konžský lékař
- 2015 – Ráif Badawí – saúdskoarabský bloger
- 2016 – Nadja Muradová a Lamíja Bašarová – přeživší genocidy jezídů.[5]
- 2017 – Venezuelská demokratická opozice:
  - Venezuelské národní shromážděni zastoupené Juliem Borgesem.
  - Političtí vězni: Leopoldo López, Antonio Ledezma, Daniel Ceballos, Yon Goicoechea, Lorent Saleh, Alfredo Ramos a Andrea Gonzálezová.[6]
- 2018 – Oleg Sencov, ukrajinský filmový režisér
- 2019 – Ilham Tohti, ujgurský právník, odsouzený na doživotí[7]
- 2020 – Běloruská demokratická opozice, vystupující po prezidentských volbách v roce 2020 proti režimu Alexandra Lukašenka:[8][9][10]
  - Koordinační rada
  - Svjatlana Cichanouská, Světlana Alexijevičová, Maryja Kalesnikavová, Olga Kovalková a Veronika Capkalová
  - Sjarhej Cichanouski, Ales Bjaljacki, Sergej Dylevský, Stěpan Putilo a Mikola Statkevič
- 2021 – Alexej Navalnyj, ruský opoziční politik[11]
- 2022 – ukrajinský lid[12][13]
- 2023 – In memoriam Mahsá Amíníová[14] a hnutí Žena, život, svoboda
- 2024 – María Corina Machadová a Edmundo González Urrutia,[15] vůdci venezuelské opozice